# Izmă bună
Izma bună (Mentha  x piperita) este o plantă medicinală aromată erbacee, perenă, din familia Lamiaceae, cunoscută sub mai multe denumiri populare: izmă de grădină, izmă bună, izmă proastă, izmă de les, camfor, mentă, mintă, mintă de grădină, mintă de câmp, minta calului, mintă sălbatică, vaeșniță.

## Descriere
Plantă erbacee, perenă, erectă, înaltă de până la 1 m, cu frunze opuse, scurt pețiolate, cu peri secretori de ulei eteric și cu flori mici (sub frunză) de culoare roșu-violaceu, grupate în cime, dispuse într-o inflorescență speciformă conică. Se cultivă în scopuri farmaceutice dar crește și spontan în locuri cu soluri ușoare, bogate în  materii nutritive, în locuri aluvionare, turboase și desecate. Înflorește începând cu luna iunie și până în septembrie.
În scopuri medicinale se recoltează în perioada de înflorire, frunzele.

## Răspândire
Temperatura ridicată determină conținutul în ulei volatil al mentei. Crește la lumină, în umiditate. După prima recoltare excesul de umiditate este dăunător. Crește pe soluri ușoare, afânate, mai ales în Câmpia de Vest, Câmpia Olteniei, Câmpia Burnazului, Câmpia Bărăganului, Câmpia Dobrogei, în zone din Țara Bârsei, în sudul și centrul Moldovei (Județele Bacău, Neamț, Galați, Vrancea).

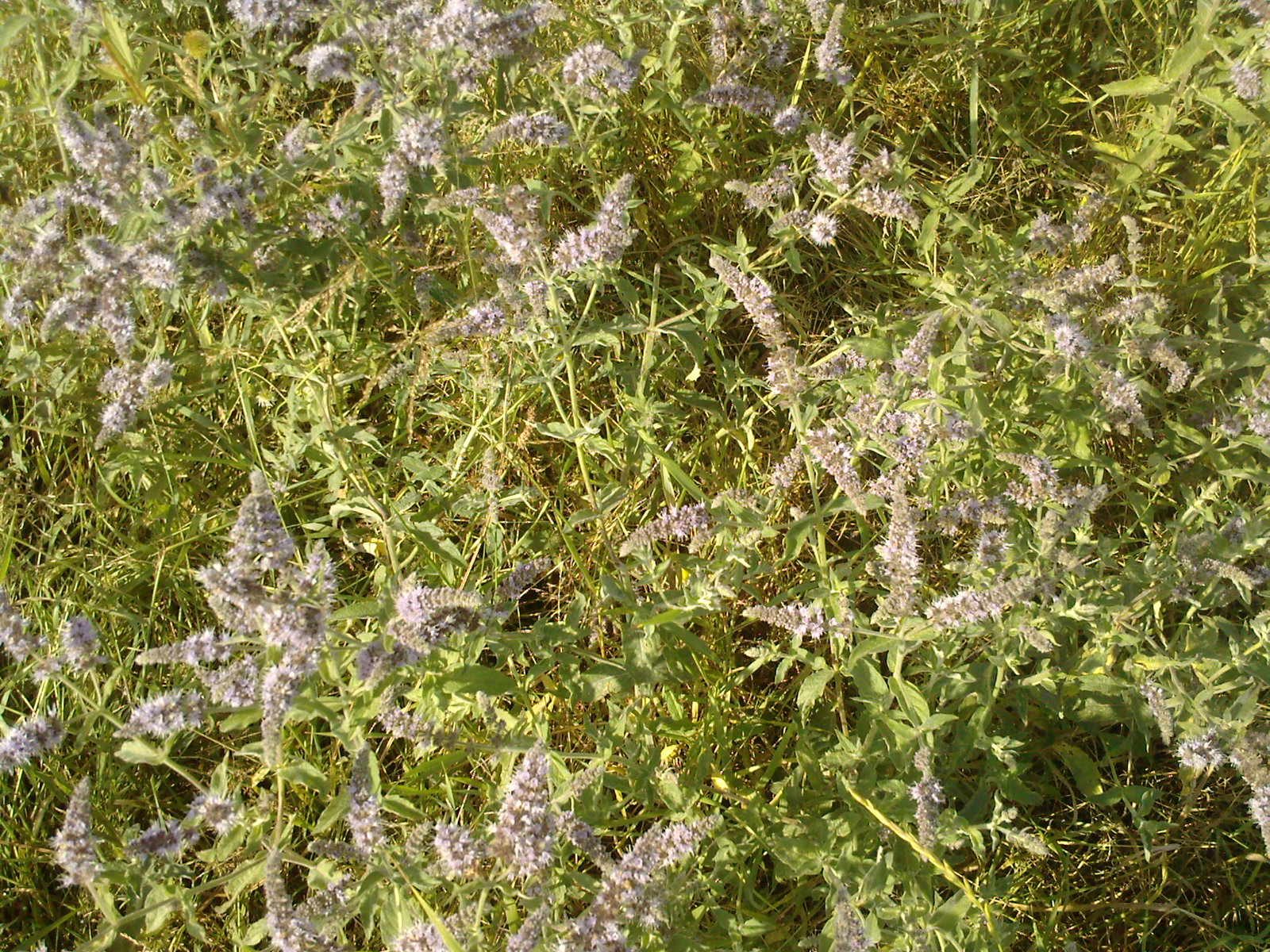
Izmă bună (Mentha piperita)

## Componenți principali
Ulei volatil (cu componenta principală, mentolul), mentone, mento-furan, alfa-pinen, fenandren, limonen, cadinen, cincol, aldehidă acetică, alcool (amilic și izomilic), carvacrol, timol, tanin, substanțe antibiotice, substanțe minerale, hipericină, acid piruvic, polifenoli.

## Proprietăți
- antiseptic gastrointestinal
- bacteriostatic și carminativ
- colagog
- sudorific
- diuretic

## Indicații
Intern în infecții gastro-intestinale, balonări abdominale, dispepsii, dischinezii biliare cu hipertonie, diaree, calmant în vărsături (atât la sugari cât și la adulți), spasme pilorice.
Extern, sub formă de cataplasme reci: contribuie la ameliorarea durerilor de cap; în dureri reumatice și urticarie; în îngrijirea tenurilor grase și seboreice.